# Comme sur des roulettes (téléfilm)
Pour les articles homonymes, voir Comme sur des roulettes.
Comme sur des roulettes est un téléfilm français réalisé par Jean-Paul Lilienfeld en 2005. Il dure 90 minutes.

## Synopsis
Max, la trentaine, traverse une mauvaise passe : sans emploi malgré ses diplômes d'ingénierie en robotique, il fait l'objet d'un dossier de surendettement. La juge lui donne trois mois pour trouver au moins 5000 euros - faute de quoi, la maison héritée de son père sera mise en vente aux enchères. Max est prêt à accepter n'importe quel travail - excepté la magouille que lui propose son cousin Toine, qui habite chez lui. Il s'agit de se faire passer pour un handicapé en fauteuil roulant afin d'intégrer une petite entreprise. Celle-ci n'embauche que des personnes à mobilité réduite, mais elle a désespérément besoin d'un ingénieur pour éviter la faillite...

## Distribution
- Frédéric Diefenthal : Max
- Olivier Brocheriou : Toine
- Beatriz Segura : Lucia
- Tania Garbarski : Lise
- Bruno de Stabenrath : Edouardo
- Patrick Ridremont : Jean-Paul
- Ricard Sales : Marius
- Cloé Xhauflaire : la juge Carlier
- Grégory Duret : Francis
- Éric Godon : Minou
- Christophe Morisset : Fred
- Paula Defresne : Ingrid